# ŽRK Radnički Belgrade
Ne pas confondre avec RK Étoile rouge de Belgrade ni RK Partizan Belgrade ou ŽRK Radnički Kragujevac.
Le Radnički Belgrade (en serbe Женски рукометни клуб Раднички Београд) est un club serbe de handball féminin basé à Belgrade.

## Palmarès international
- Coupe des clubs champions européens (3) :
  - Vainqueur : 1976, 1980, 1984[2].
  - Finaliste : 1981, 1982, 1983, 1985.
- Coupe des vainqueurs de coupe (3) : 
  - Vainqueur : 1986, 1991, 1992.

## Palmarès national
Le club a successivement évolué en Yougoslavie jusqu'en 1992, en République fédérale de Yougoslavie entre 1992 et 2003 devenu Serbie-et-Monténégro entre 2003 et 2006 et enfin en Serbie depuis 2006 :
- Championnats nationaux (14) :
  - Championnat de Yougoslavie[3] (14) : 1972, 1973, 1975, 1976, 1977, 1978, 1979, 1980, 1981, 1982, 1983, 1984, 1986 et 1987
- Coupes nationales (13) :
  - Coupe de Yougoslavie[4] (11) : 1970, 1973, 1975, 1976, 1979, 1983, 1985, 1986, 1990, 1991, 1992
  - Coupe de RF Yougoslavie (2) : 1994, 2003

## Personnalités liées au club
La grande star du club est Svetlana Kitić qui y a évolué de 1976 à 1987, puis au moins en 2000-2001 et en 2008-2009 et qui a été élue meilleure handballeuse mondiale en 1987 et meilleure joueuse de tous les temps par lors d'un vote sur internet organisé par la Fédération internationale de handball en 2010
Les autres joueuses du club ayant participé aux Jeux olympiques en 1980 (), 1984 () ou 1988 (4e place) sont :
- Slavica Đukić (en) en 1984 et 1988
- Dragica Đurić (en) en 1984 et 1988
- Mirjana Đurica (en) en 1980, 1984 et 1988
- Radmila Drljača (en) en 1980
- Emilija Erčić (en) en 1984
- Ljubinka Janković (en) en 1984 et 1988
- Slavica Jeremić (en) en 1980
- Vesna Radović (en) en 1980 et 1984

Parmi les autres joueuses du club, on trouve
- Sanja Damnjanović : de 2000 à 2007
- Jelena Erić : de 1999 à 2003
- Andrea Lekić : de 2005 à 2006
- Svetlana Ognjenović : de 2001 à 2004
- Mirjana Milenković : de 2000 à 2003
- Natalia Mitriouk : de 1992 à 1994
- Bojana Radulovics : de 1991 à 1993